# Пјанецоли (Фиренца)
Пјанецоли је насеље у Италији у округу Фиренца, региону Тоскана.
Према процени из 2011. у насељу је живело 73 становника. Насеље се налази на надморској висини од 53 м.